# Orthopyxis australis
Orthopyxis australis är en nässeldjursart som först beskrevs av Eberhard Stechow 1924.  Orthopyxis australis ingår i släktet Orthopyxis och familjen Campanulariidae. Inga underarter finns listade i Catalogue of Life.